# أوليفييه بوري
أوليفييه بوري مواليد 9 أبريل 1963، هو سائق راليات سويسري. بدأ مسيرته في سنة 1991. كان أول رالي له هو رالي مونت كارلو 1991. تسابق في بطولة العالم للراليات. تسابق في رالي التحدي عبر القارات.

## روابط خارجية
- أوليفييه بوري على موقع eWRC-results.com (الإنجليزية)